# M3/M5 Stuart
M3/M5 Stuart je bio američki tenk tijekom Drugom svjetskog rata

### Nastanak
Uvidjevši da će prvobitni američki tenk imena M2 biti nezadovoljavajući u budućim burnim godina 1939. tamošnji vojni vrh se odlučio na gradnju njegovog nasljednika. U potpunoj suprotnosti s prevladavajućom ratnom teorijom toga doba te godine se donosi odluka o gradnji teškog tenka (za tadašnje doba) M3 koji će kasnije dobiti ime Lee i laganog tenka M3 budućeg imena Stuart. Kako će kasnije verzije tenka Stuart dobiti oznaku M5 općenito se kao njegovo ime prihvatilo M3/M5 kako bi ga se moglo razlikovati od tenka Lee.
Prvi primjerci Stuarta napuštaju proizvodnu traku već 1941. godine to jest samo dvije godine kasnije od trenutka nastanka prvih planova.

### Ratna upotreba
Prvi primjerci ovog tenka doživljavaju svoje vatreno krštenje u studenom 1941. kada ih upotrebljava britanska vojska protiva njemačkog Afričkog korpusa. Rezultat tog testiranja je bio katastrofalan. Strahovitu gubici povezani sa slabošću topa rezultiraju ograničenjem upotrebe M3/M5 samo na katastrofalno kritične situacije. Tijekom ljeta 1942. godine kada Britanci dobiju dovoljno tenkova M3 Lee oni ovaj lagani tenk izbacuju potpuno iz ratne upotrebe.
Američko vatreno krštenje ovog tenka se dešava u drugoj polovici 1942. godine. Nakon samo jednog sukoba s njemačkim Panzer IV i Panzer VI Tigar američka donosi naređenje slično britancima zabranjujući njegovu tenkovsku upotrebu. Ostatak rata u Europi ovaj tenk se koristi ponekad samo kao potpora pješaštvu ili vozilo za istraživanje terena. Njegova kasnije jedina ratna upotreba je bila protiv Japana koji i protiv tako lošeg tenka nije imao rješenja.
Određen broj primjeraka ovog tenka je poslan i u Sovjetski Savez gdje doživljava još gore kritike od onih američkih i britanskih. Na kraju je tijekom 1943. godine Crvena armija odbijala primiti bilo koju verziju ovog tenka.

### Oprema
Dok se koliko, toliko može reći da je njegov oklop od 51 mm bio zadovoljavajući (za 1941. godinu) ništa slično se može reći za išta drugo. Njegov top od 37 mm je bio u najmanju ruku smiješan za protivnike. On ulazi u upotrebu kada Njemačka smatra da je njen Panzer III zastario zbog topa od "samo" 50 mm. Jednostavno, top je bio preslab za probijanje bilo kojeg njemačkog oklopnog vozila toga doba na zadovoljavajućoj udaljenosti. Sovjeti su, pored tih nedostataka, iznijeli kritiku i da ima preosjetljiv motor za koji se mora praviti previše kvalitetno gorivo.

### Prenamjene
Jedina prenamjena ovog tenka je bila nastanak oklopnog vozila M8 kojemu se na mjesto kupole od Stuarta postavlja top od 75 mm. Bez obzira na potpunu nekvalitetu ovog proizvoda dokazanog kritikama svih koji su ga koristili on ostaje u proizvodnji tijekom cijelog rata. Ako uzmemo u obzir i M8 sveukupno je bilo proizvedeno 25 000 primjeraka ovog tenka kojega nitko nije htio koristiti.
Bez obzira na svoj kompletni neuspjeh s ovim lakim tenkom amerikanci od gradnje sličnih vozila ne odustaju tako da se pokreće proizvodnja njegovog nasljednika imena M24 Chaffee.

### Upotreba nakon rata
Isto kao što će se kasnije dogoditi s M4 Sherman, tako i ovaj tenkovski proizvodni neuspjeh postaje veliki izvozni hit SADa nakon rata kada ga se šalje u sve zemlje s prijateljskim režimima. Svoj novi trenutak "slave" od doživljava tijekom prvog Pakistansko-Indijskog rata 1947. godine. Bez obzira na sve nedostatke ovaj tenk ostaje u upotrebi vojnih snaga Pakistana sve do 1996. godine.